# Bree, Maaseik
Bree là một đô thị ở tỉnh Limburg. Tại thời điểm ngày 1 tháng 1 năm 2006, Bree có tổng dân số 14.503 người. Tổng diện tích là 64,96 km² với mật độ dân số 223 người trên mỗi km².

## Cư dân nổi tiếng
- Pieter Brueghel the Elder, họa sĩ
- Kim Clijsters, cầu thủ tennis.
- Johnny Galecki, diễn viên
- Thibaut Courtois, thủ môn đang thi đấu cho Real Madrid.

## Đô thị kết nghĩa
- Geldern, Đức
- Salomo, Tây Ban Nha
- Volpago, Italia
- Dương Châu, Trung Quốc